# 都野家頼
都野 家頼（つの いえより）は、戦国時代から安土桃山時代にかけての武将。毛利氏の家臣。都野氏は石見国那賀郡都野郷を本拠とした国人。初名は都野 経良（つの つねよし）。

## 生涯
石見国那賀郡都野郷を本領とした国人である都野隆安の子として生まれ、毛利輝元に仕える。
天正14年（1586年）から始まる豊臣秀吉の九州平定において吉川元春に従って九州に出陣した。同年10月、豊臣方の大友氏の戦局不利と見て島津方に寝返った豊前国田川郡の香春岳城主・高橋元種は、配下の賀来与次郎、賀来新右衛門、賀来久盛らに豊前国築城郡の宇留津城を守らせた。そこで毛利輝元は小早川隆景、小早川秀包、黒田孝高、吉川元長、吉川経言（後の吉川広家）を派遣して宇留津城を攻撃した。宇留津城攻撃の最中に小倉城に残っていた吉川元春の病状が悪化したため、吉川元長・経言兄弟は見舞いのために小倉城へ引き上げたが、小早川隆景、秀包、黒田孝高らが宇留津城の攻撃を続け、11月7日の未の刻に陥落させた。この城攻めにおいて家頼は武功を挙げており、11月9日に吉川元長から、11月12日には毛利輝元から感状を与えられた。なお、宇留津城陥落直後の11月15日には吉川元春が小倉城において病死している。
天正15年（1587年）5月、前年に病死した吉川元春に続いて吉川元長も日向国で病に倒れ、6月5日には自ら起き上がれなくなったことで自らの死期を悟って弟の吉川経言（後の吉川広家）を後継者に推薦して毛利輝元と小早川隆景の同意を得た。それに伴い、九州平定で吉川軍に属していた家頼を含む山陰方面に勢力をもった諸将15人が吉川元長・経言兄弟に対して起請文を提出し、吉川元春・元長父子に対するのと同様に、以後も吉川氏に属して毛利輝元への忠勤に励むことを誓約している。そして、吉川経言が後継者となって吉川軍の諸将が起請文を提出したのと同日に吉川元長は日向国都於郡の陣中で病死した。
天正15年（1587年）から天正19年（1591年）にかけて行われた毛利氏の惣国検地において、都野氏領は石見国那賀郡都野郷678石3升と出雲国飯石郡仙導の内の286石9斗7升、合計965石とされ、天正19年（1591年）11月5日付で穂田元清、福原広俊、渡辺長、林就長、佐世元嘉、二宮就辰、内藤元栄、安国寺恵瓊の連署の打渡状が与えられている。
慶長2年（1597年）から始まる慶長の役では毛利秀元に従って渡海し、朝鮮の蔚山における突貫工事での蔚山倭城築城に加わったが、完成目前の同年12月22日、明軍の先鋒である擺寨が指揮する軽騎兵1000に急襲され、同じく毛利氏家臣である冷泉元満や阿曽沼元秀と共に戦死した（蔚山城の戦い）。
家頼が戦死した時に子の元勝はまだ母の胎内にいて生まれていなかったため、輝元は生まれた子が男子であればその子に家頼の後を継がせるとして、慶長3年（1598年）2月2日付けで児玉元兼を通じて宛先に「都野」とのみ記した判物を先に与え、同年5月27日に改めて「都野役熊（都野元勝）」に家頼の後を継がせる旨の判物を与えた。
なお、家頼は石見国那賀郡江津において、菩提所として曹洞宗の光福山普済寺を、祈願所として真言宗の東光寺を建立し、両寺に寺領を寄進している。